# Sándor Győrffy-Bengyel

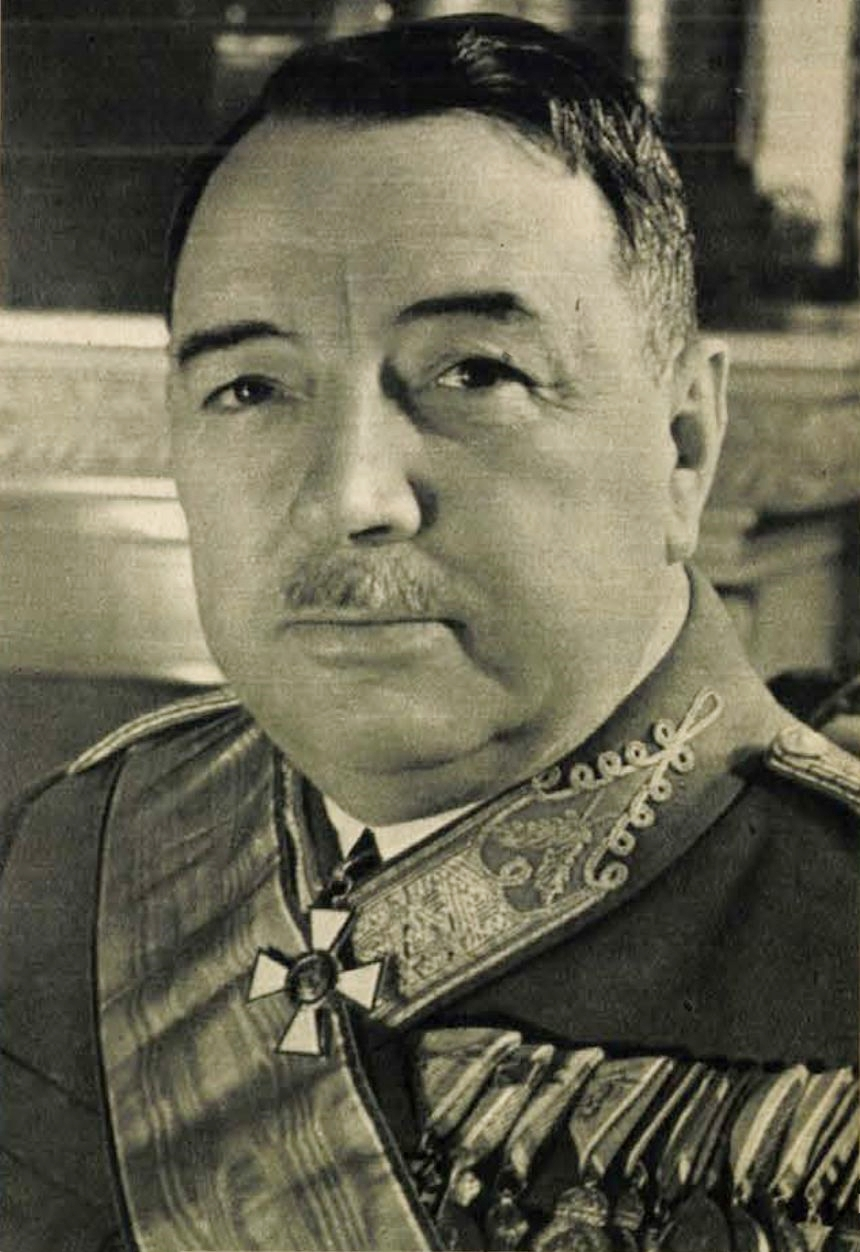
Sándor Győrffy-Bengyel, 1941

Sándor Győrffy-Bengyel von Boba (bis 1934 Sándor Bengyel, * 15. Februar 1886 in Budapest; † 14. Juni 1942 ebenda) war ein ungarischer Generaloberst und Minister.

## Leben
Győrffy-Bengyel besuchte die Oberrealschulen in Sopron und im VI. Budapester Bezirk. Von 1902 bis 1905 besuchte er die Ludovika-Akademie und diente beim 13. Honvéd Infanterieregiment in Pozsony. Im Ersten Weltkrieg kämpfte er an der Ostfront, wurde 1915 zum Hauptmann ernannt und diente ab 1917 im k.u. Landesverteidigungsministerium. Nach dem Krieg diente er in der Roten Armee der Ungarischen Räterepublik und wurde nach Fall dieser 1921 zum Oberstleutnant im Generalstab ernannt. In der Zwischenkriegszeit wurde er zum General der Infanterie ernannt und war stellvertretender Leiter der Materialgruppe der Armee. Ab 1941 war er stellvertretender Verteidigungsminister und erlangte einen Sitz im Oberhaus. Nach Ernennung zum Generaloberst im selben Jahr war Győrffy-Bengyel von 16. September 1941 bis zu seinem Tod am 14. Juni 1942 Minister ohne Geschäftsbereich für öffentliche Versorgung in den Kabinetten von László Bárdossy und Miklós Kállay.